# Gyrodactylus olsoni
Gyrodactylus olsoni är en plattmaskart. Gyrodactylus olsoni ingår i släktet Gyrodactylus och familjen Gyrodactylidae. Inga underarter finns listade i Catalogue of Life.